# OPEC-Fonds für Internationale Entwicklung
Der OPEC-Fonds für Internationale Entwicklung (englisch OPEC Fund for International Development; OPEC Fund, vormals OFID) ist eine internationale Organisation zur Finanzierung von Entwicklungshilfe. Sie wurde 1976 von den Mitgliedstaaten der Organisation erdölexportierender Länder (OPEC) ins Leben gerufen. Die Idee entstand im März 1975 anlässlich der Konferenz der Staats- und Regierungschefs der OPEC-Staaten in Algier. In einer Feierlichen Erklärung der Konferenz wurde „die gewachsene Solidarität, welche die OPEC-Staaten mit anderen Entwicklungsländern in ihrem Kampf um Überwindung der Unterentwicklung verbindet“ bekräftigt und zu Maßnahmen zur Stärkung der Zusammenarbeit dieser Länder aufgerufen.
Der OPEC-Fonds hat es sich zum Ziel gesetzt, die finanzielle Zusammenarbeit zwischen OPEC-Staaten und anderen Entwicklungsländern durch Bereitstellung finanzieller Hilfe für deren sozioökonomische Entwicklung zu stärken. Die zentrale Mission der Organisation besteht in der Förderung der Süd-Süd-Kooperation mit anderen Entwicklungsländern weltweit mit dem Ziel, die Armut gänzlich zu überwinden. Der Sitz des Fonds befindet sich in Wien. Generaldirektor und Chief Executive Officer ist Abdulhamid Alkhalifa aus Saudi-Arabien, der sein Amt am 1. November 2018 übernommen hat.

## Hauptsitz
Das Hauptgebäude des Fonds an der Ringstraße im Herzen Wiens war ursprünglich ein Privatpalais des österreichischen Erzherzogs Wilhelm Franz Karl. Nach Plänen des Architekten Theophil von Hansen (1813–1891) in den Jahren 1864 bis 1868 erbaut, wurde das Palais 1870 an den Deutschritterorden verkauft und vom Großmeister, zuletzt Erzherzog Eugen, als Hauptquartier genutzt. Ab 1894 stand das Palais dem Großmeister wie auch den Deutschmeistern unter dem Namen Palais Deutschmeister als Residenz zur Verfügung. Nach Auflösung des Deutschritterordens im Jahr 1938 wurde das Gebäude von den deutschen Nationalsozialisten in Besitz genommen, die es 1942 den Polizeibehörden übergaben. So diente das Palais von 1945 bis 1975 als Hauptquartier der Wiener Polizeidirektion. Das Gebäude war lange Zeit ungenutzt, bevor es schließlich vom OPEC-Fonds erworben wurde.

## Geschichte
Nach dem ersten OPEC-Gipfeltreffen in Algier, Algerien, im Jahr 1975 versprachen die Mitgliedstaaten ihre finanzielle Unterstützung der Entwicklungsländer im Rahmen einer kollektiven Finanzierungsfazilität. Beim anschließenden Finanzminister-Treffen der OPEC-Staaten im Jahr 1976 wurde der OPEC Special Fund gegründet, der die OPEC-Finanzhilfe an Entwicklungsländer kanalisieren sollte. Noch im selben Jahr nahm der OPEC-Sonderfonds mit einer anfänglichen Dotierung von ca. 800 Millionen US-Dollar seine Tätigkeit auf. Ende 1977 waren bereits 71 Darlehen an 58 Entwicklungsländer vergeben. Entwicklungshilfe-Institutionen wie etwa dem Treuhandsfond des IWF (Internationaler Währungsfonds, IWF) oder dem Internationalen Fonds für landwirtschaftliche Entwicklung (IFAD) hatten die OPEC-Mitgliedsländer nicht rückzahlbare finanzielle Hilfe zur Verfügung gestellt.
Die Finanzierungshilfe erwies sich als so erfolgreich, dass die Mitgliedstaaten 1980 beschlossen, das zunächst für temporäre Zwecke konzipierte Finanzierungskonto zu einer ständigen Einrichtung mit eigener Rechtspersönlichkeit unter dem Namen OPEC Fund for International Development entstehen zu lassen. Aus dem OPEC-Sonderfonds war im Mai 1980 schließlich eine vollwertige, auf Dauer ausgerichtete Entwicklungsorganisation auf internationaler Ebene geworden. Der Ministerrat, das höchste Verwaltungsorgan, bewilligte im Juni 2011 eine Aufstockung von Finanzmitteln in Höhe von 1 Milliarde US$ – die bislang letzte –, als Antwort auf die steigenden Bedürfnisse der Entwicklungsländer und die negativen Auswirkungen der Finanzkrise auf die Wirtschaft ihrer Länder.

## Mitgliedstaaten
Mit Stand von 2022 hatte der OPEC-Fonds für Internationale Entwicklung 12 Mitgliedsstaaten:
- Algerien
- Ecuador
- Gabun
- Indonesien
- Iran
- Irak
- Kuwait
- Libyen
- Nigeria
- Saudi-Arabien
- Vereinigte Arabische Emirate
- Venezuela

Nach einer Abwesenheit von fast 22 Jahren trat Ecuador im Juni 2014 dem OPEC-Fonds wieder bei.

## Mittelbereitstellung
Der OPEC-Fonds leistet Finanzhilfe verschiedenster Art, wobei sich die Prioritäten im Laufe der Zeit in dem Maße verschoben, als sich die Rahmenbedingungen und Anforderungen der Empfängerländer entwickelt und verändert haben. Zu den Finanzierungsarten zählen:
- Finanzielle Hilfe zu Vorzugsbedingungen in Form von Darlehen für Entwicklungsprojekte und -programme, Stützung der Zahlungsbilanzen und Finanzierung des Handels
- Finanzierung von privatwirtschaftlichen Aktivitäten in den Entwicklungsländern
- Zuschüsse für technische Hilfe, Nahrungsmittelhilfe, Forschung und verwandte Bereiche sowie humanitäre Soforthilfe
- Beitragszahlungen an andere Entwicklungseinrichtungen, von deren Arbeit Entwicklungsländer profitieren können.
- Als Agent der OPEC-Mitgliedsländer im internationalen Finanzbereich tätig, wenn kollektive Maßnahmen als angemessen erachtet werden.

## Finanzielle Mittel
Die finanziellen Mittel setzen sich zusammen aus freiwilligen Beiträgen der OPEC-Mitglieder sowie kumulierten Rücklagen aus der operativen Tätigkeit des Fonds. Im Juni 2011, genehmigte der Ministerrat des OPEC-Fonds eine Aufstockung von 1 Milliarde US-Dollar, als Antwort auf die steigenden Bedürfnisse der Entwicklungsländer und die negativen Auswirkungen der Finanzkrise auf ihre Volkswirtschaften.

## Empfängerländer
Förderfähig sind grundsätzlich alle Entwicklungsländer mit Ausnahme der Mitgliedstaaten der OPEC selbst. Die am wenigsten entwickelten Länder der Erde genießen jedoch höhere Priorität und erhalten somit den Löwenanteil der OPEC-Fonds Finanzhilfen. Im Laufe der Jahre wurden 135 Staaten unterstützt.

## Operative Tätigkeit

### Schwerpunkte
- Landwirtschaft: Die Finanzierung hat dazu beigetragen, die Ernte- und Viehbestände zu fördern sowie die ländliche Infrastruktur, wie Bewässerungssysteme und Lagereinrichtungen für Tierfutter, zu verbessern. Die Förderung von Agrarforschung wird auch finanziell unterstützt.
- Bildung: Der OPEC-Fonds hat dazu beigetragen, Schulen zu errichten und zu sanieren, Lehrmaterialien zu kaufen sowie die Ausbildung von Lehrpersonal zu ermöglichen. Er ermöglichte hat auch die Teilnahme von Lehrkräften aus verschiedenen Entwicklungsländern an Konferenzen und Workshops.
- Energie: Als einer der führender Partner VN-Initiative Sustainable Energy for All (SE4All), hat der OPEC-Fonds verschiedenste Energieprojekte finanziell unterstützt, die von der Infrastruktur- und Ausrüstungsversorgung bis hin zur Forschung und Leistungsfähigkeit reichen.
- Finanzen:  Die Unterstützung dieses Sektors ist vor allem die Vermittlung von Mitteln für Kleinst- und Mittelbetriebe (MSMEs) über Finanzintermediäre wie nationale und regionale Entwicklungsbanken, Kreditinstitute und Leasing-Unternehmen.
- Gesundheit: Die Unterstützung umfasst den Bau und die Modernisierung von Krankenhäusern, Kliniken und anderen Infrastrukturen. Unterstützung für die primären Gesundheitsversorgung erfolgt ebenfalls. Der OPEC-Fonds ist weiters ein aktiver Partner im globalen Kampf gegen HIV / AIDS.
- Industrie: Die finanzielle Unterstützung des OPEC-Fonds kommt allen Teilbereichen zugute, darunter Baumaterialien, Stahl, Düngemittel und Chemikalien.
- Sektorübergreifend: Hierzu gehören Zuschüsse, die mehr als einen Sektor betreffen und oftmals die Aktivitäten des Social Investment Funds unterstützen, deren Projekte in der Regel nachfrageorientiert sind und ein starkes Element der Gemeinschaftsbeteiligung haben.
- Telekommunikation:Der Großteil der Finanzierung für diesen Sektor wird im Rahmen des OPEC-Fonds Privatsektors durchgeführt, wobei auch Mobilfunkbetreiber in Afrika und Asien finanziert werden.
- Transport: Die Unterstützung in diesem Sektor ist hoch, und erstreckt sich über den Bau und der Sanierung von Straßen, Seehäfen und Flughäfen bis hin zu Eisenbahnen, Binnenwasserstraßen und dem städtischen Nahverkehr.
- Wasser und Hygiene: Der OPEC-Fonds hat dazu beigetragen, ein breites Spektrum von Operationen zu finanzieren, um sauberes Trinkwasser und sichere Sanitärsysteme zur Verfügung zu stellen. Diese reichen von großräumigen Wasserspeichern, Behandlungs- und Verteilungsprojekten bis hin zu Systeme zur Optimierung des Wasserverbrauchs in wasserarmen Gebieten.

Quelle:

## Initiative „Energie für die Armen“
Die Initiative „Energie für die Armen“ des OPEC-Fonds (englisch Energy for the Poor Initiative – EPI) entstand aus einer feierlichen Erklärung während des dritten OPEC-Gipfels, im November 2007 in Riad, Saudi-Arabien. Die Erklärung fordert die vollständige Beseitigung der Energiearmut als globale Priorität und forderte den OPEC-Fonds auf, seine Bemühungen zu intensivieren um dieses Ziel zu unterstützen. Die Initiative wurde von König Abdullah ibn Abd al-Aziz Al Saʿud von Saudi-Arabien im Juni 2008 ins Leben gerufen und anschließend vom OPEC-Fonds als sein Vorzeige-Programm verabschiedet.
Seit 2008 arbeitet der OPEC-Fonds daran, die Energie-Armut an die Spitze der internationalen Agenda zu bringen und war für die weltweite Akzeptanz der Energiarmutsbekämpfung als „fehlendes“ Millenniums-Entwicklungsziel verantwortlich.
Im Juni 2012 beschlossen die OPEC-Fonds Mitgliedsländer eine Ministererklärung zur Energiearmut und widmeten einen Mindestbetrag von 1 Mrd. US-Dollar für die Finanzierung der Initiative. In diesem Zusammenhang, hat der OPEC-Fonds das Volumen seiner Geschäftstätigkeiten im Energiesektor verstärkt und arbeitet eng zusammen mit relevanten Akteuren in diesem Gebiet.
Der OPEC-Fonds und die VN-Initiative „Sustainable Energy for All“ (SE4All)
Der OPEC-Fonds ist ein wichtiger Partner von der Sustainable Energy for All (SE4ALL) Initiative der Vereinten Nationen. Diese verfolgt folgende drei Ziele die bis zum Jahr 2030 erreicht werden sollen:
- den universellen Zugang zu modernen Energiedienstleistungen;
- Verdoppelung der Energieeffizienz;
- Verdoppelung des Anteils der erneuerbaren Energien im globalen Energiemix

Der OPEC-Fonds betrachtet seine eigene „Energie für die Armen Initiative“ EPI als komplementär zu den Zielen von SE4ALL. Im Jahr 2011 wurde der damalige Generaldirektor des Fonds, Suleiman Jasir Al-Herbish, eingeladen, der hochrangigen Gruppe des UN-Generalsekretärs für SE4ALL beizutreten, welche mit der Ausarbeitung der Handlungsagenda beauftragt und beim Rio + 20-Gipfel im Jahr 2012 präsentiert wurde.

## Finanzierungsmechanismen

### Projekte im öffentlichen Sektor
Ausleihungen an die öffentliche Hand stellen den Hauptanteil der Aktivitäten des OPEC-Fonds dar. Sie umfassen zwei Drittel der gesamten kumulativen Mittelbindungen.
Sämtliche Darlehen im öffentlichen Sektor werden in Zusammenarbeit mit den Regierungen der Empfängerstaaten durchgeführt um ihre nationalen Strategien zu unterstützen.
Unter den öffentlichen Sektor fällt ebenso der OPEC-Fonds Beitrag an die HIPC-Initiative für stark verschuldete Armutsländer (Heavily Indebted Poor Countries). Der OPEC-Fonds unterstützt die Initiative seit ihrem Start im Jahr 1996.

### Projekte im Privatsektor
Die Fazilität für den Privaten Sektor (PSF) wurde im Jahr 1998 als Antwort auf die wachsende Nachfrage der Partnerländer für Investitionen in private Unternehmen gegründet, die zunehmend als Motor des wirtschaftlichen und sozialen Wachstums angesehen werden. Die PSF ist ein marktorientiertes Finanzierungsfenster, das auf die Nachfrage nach Finanzierungen in Entwicklungsländern zur Unterstützung ihrer Entwicklungsstrategien im privaten Sektor reagiert.
Die PSF strebt die Förderung der wirtschaftlichen Entwicklung an, indem sie das Wachstum der produktiven privaten Unternehmen in den Entwicklungsländern fördert und die Entwicklung der lokalen Kapitalmärkte unterstützt. Erfolgreiche Interventionen fördern Wirtschaftswachstum, schaffen Arbeitsplätze und Einkommen und reduzieren so die Armut.

### Finanzierung des Handels
Im Jahr 2006 wurde ein Paket zur Finanzierung des Handels (engl. Trade Finance Facility, TFF) auf den Weg gebracht, um die für den OPEC-Fonds verfügbaren Mittel zu erweitern und so die Armut zu lindern und die wirtschaftliche Entwicklung zu fördern. Es ist ein eigenes, zusätzliches Fenster, um förderungswürdige Entwicklungsländer bei ihren Bemühungen um Wachstum und Wohlstand zu unterstützen. Die TFF-Finanzierung wird verwendet, um den Import / Export einer breiten Palette von Gütern / Sektoren zu unterstützen, darunter Öl, Baumwolle, Stahl, strategische Nahrungsmittel, Bekleidung und Ausrüstung.

### Subventionen
Die Zuschüsse werden größtenteils auf der Grundlage des Projekttyps und seiner zu erwarteten Ergebnisse vergeben, der Zahl der Begünstigten, und die sozioökonomische Lage des Empfängerlandes. Das Subventionsprogramm umfasst die folgenden Teilprogramme:
- Technische Hilfe: Vergeben für nationale und regionale Entwicklungsprojekte, die auf eine nachhaltige Entwicklung und die Verringerung der Armut abzielen. Diese decken ein breites Spektrum von Entwicklungsbereichen ab, wobei Frauen und Kindern eine hohe Priorität eingeräumt wird.
- Forschung und verwandte Aktivitäten: Unterstützt Aktivitäten die die Süd-Süd- und Nord-Süd-Zusammenarbeit verstärken, vor allem im Bereich des Austausches von Know-how und der Stärkung des Kapazitätsaufbaus, einschließlich der Entwicklung der Humanressourcen.
- Soforthilfemaßnahmen: Zur Verringerung des Leidens der Opfer von Katastrophen – auch in den Mitgliedstaaten des OPEC-Fonds. Die Unterstützung wird durch spezialisierte Hilfsorganisationen geleitet.
- Spezielles Gesundheits-Subventionsprogramm: Seit 2002 ist der OPEC-Fonds ein aktiver Partner im globalen Kampf gegen HIV / AIDS. Mittlerweile hat sich dieser Fokus auch auf andere vermeidbare Krankheiten wie Tuberkulose, Malaria und durch Wasser übertragbare Krankheiten ausgeweitet. Ebenfalls im Fokus stehen nicht übertragbare Krankheiten wie Krebs, Diabetes und Herzerkrankungen, die in armen Entwicklungsländern häufiger vorkommen.
- Programm für Palästina: Dieses Programm unterstützt nachhaltige Entwicklungsmaßnahmen im Westjordanland und dem Gazastreifen sowie humanitäre Hilfe in Krisenzeiten. Es richtet sich auch auf die Bedürfnisse von Palästinensern in Flüchtlingslagern in den Nachbarländern.
- Energiearmut: Das Energieportfolio unterstützt die Initiative „Energy for the Poor“ des OPEC-Fonds und konzentriert sich auf die Bereitstellung von innovativen Energiearmut-Lösungen, vor allem für nicht an das Stromnetz angeschlossene ländliche Haushalte.

Quelle:

## Beiträge an andere Organisationen

### Gemeinsamer Fonds für Rohstoffe (Common Fund for Commodities, CFC)
Den Gemeinsamen Fonds für Rohstoffe (Common Fund for Commodities, CFC) unterstützt der OPEC-Fonds seit langer Zeit. Bis dato wurde der Fonds mit insgesamt 83,6 Mio. US$ gefördert. Dieser Betrag setzt sich zusammen aus einer freiwilligen Beitragsleistung in Höhe von 46,4 Mio. US$ an das Zweite Konto des CFC sowie aus einer Zahlung von weiteren 37,2 Mio. US$ zur Deckung der Zeichnung von Anteilen der 35 am wenigsten entwickelten Länder auf das unmittelbar eingezahlte Kapital der CFC. Im Rahmen des Zweiten Kontos wurden Zahlungsverpflichtungen in Höhe von 32 Mio. US$ für Rohstoffprojekte in 29 Ländern Afrikas, 15 Ländern Asiens und sechs lateinamerikanischen Ländern übernommen.
Bei der 30. Jahrestagung der Ministerrats des OPEC-Fonds am 17. Juni 2009 wurden drei neue Länder (Demokratische Republik Kongo, Senegal und Mosambik) auf die Liste der förderfähigen Länder gesetzt, die nunmehr von Zeichnungen auf das Erste Konto der CFC (und damit vom Erhalt von Zahlungen auf die Kapitalzeichnungen) profitieren können. Der OPEC-Fonds verfolgt die Aktivitäten des CFC weiterhin mit großem Interesse und genießt in den beiden höchsten Organen des Fonds Beobachterstatus.

### Internationaler Fonds for landwirtschaftliche Entwicklung (IFAD)
Bei der Entstehung des IFAD spielte der OPEC-Fonds eine wichtige Rolle dadurch, dass die OPEC-Staaten Zahlungen in Höhe von 861,1 Mio. US$ zum Anfangskapital sowie zur ersten Mittelaufstockung des Fonds beisteuerten. Die OPEC-Staaten unterstützen IFAD seit seiner Gründung tatkräftig, indem sie Beiträge zu zusätzlichen Mittelaufstockungen leisten. Darüber hinaus stellte der OPEC-Fonds selbst aus Eigenmitteln weitere 20 Mio. US$ als Sonderbeitrag zur Verfügung.

### Treuhandfonds des Internationalen Währungsfonds (IWF)
Eine Reihe von OPEC-Staaten haben dem im Mai 1976 etablierten, vom IWF verwalteten Treuhandfonds Finanzmittel in Höhe von 110 Mio. US$ über ein Konto des OPEC-Fonds überwiesen. Diese Mittel setzen sich aus Gewinnen zusammen, die sieben dieser Länder aus dem Verkauf von Gold lukrierten, das der IWF in ihrem Namen verwaltete. Sie wurden zu Vorzugsbedingungen zur Stützung der Zahlungsbilanzen förderfähiger Niedrigeinkommensländer, die gleichzeitig Mitglieder des IWF sind, zur Verfügung gestellt.